# 花罐镇
花罐镇，是中华人民共和国四川省南充市南部县下辖的一个乡镇级行政单位。
2019年10月29日，撤销柳驿乡，将其所属行政区域划归花罐镇管辖。

## 行政区划
花罐镇下辖以下地区：
花林宫村、马家桥村、小分庙村、李氏祠村、观音寺村、梁家坝村、百道岭村、三清宫村、凡水寺村、川井湾村、马家湾村、火石坪村、青杠林村、道花寺村和福寿亭村。